# Aleksandr Vladimirovich Budakov
Bản mẫu:Eastern Slavic name
Aleksandr Vladimirovich Budakov (tiếng Nga: Александр Владимирович Будаков; sinh ngày 10 tháng 2 năm 1985) là một thủ môn bóng đá người Nga. Anh thi đấu cho F.K. Anzhi Makhachkala.

## Sự nghiệp câu lạc bộ
Anh ra mắt chuyên nghiệp tại Russian Second Division năm 2006 cho FC Chernomorets Novorossiysk.

## Dàn xếp tỉ số
Vào tháng 8 năm 2016, Budakov là một trong những cầu thủ của Isloch Minsk Raion liên quan đến vụ dàn xếp tỉ số trong trận đấu với Dinamo Brest vào ngày 30 tháng 4 năm 2016.

## Danh hiệu
- Russian First Division best goalkeeper: 2010.[3]

## Thống kê sự nghiệp

### Câu lạc bộ
Tính đến 20 tháng 5 năm 2018
| Câu lạc bộ                      | Mùa giải            | Giải vô địch                    | Giải vô địch | Giải vô địch | Cúp     | Cúp       | Châu lục | Châu lục  | Khác    | Khác      | Tổng cộng | Tổng cộng |
| Câu lạc bộ                      | Mùa giải            | Hạng đấu                        | Số trận      | Bàn thắng    | Số trận | Bàn thắng | Số trận  | Bàn thắng | Số trận | Bàn thắng | Số trận   | Bàn thắng |
| ------------------------------- | ------------------- | ------------------------------- | ------------ | ------------ | ------- | --------- | -------- | --------- | ------- | --------- | --------- | --------- |
| Metallurg-Metiznik Magnitogorsk | 2000                | PFL                             | 0            | 0            | 0       | 0         | –        | –         | –       | –         | 0         | 0         |
| Lokomotiv Moskva                | 2002                | Giải bóng đá ngoại hạng Nga     | 0            | 0            | 0       | 0         | 0        | 0         | –       | –         | 0         | 0         |
| Lokomotiv Moskva                | 2003                | Giải bóng đá ngoại hạng Nga     | 0            | 0            | 0       | 0         | 0        | 0         | –       | –         | 0         | 0         |
| Lokomotiv Moskva                | 2004                | Giải bóng đá ngoại hạng Nga     | 0            | 0            | 0       | 0         | 0        | 0         | –       | –         | 0         | 0         |
| Lokomotiv Moskva                | 2005                | Giải bóng đá ngoại hạng Nga     | 0            | 0            | –       | –         | –        | –         | –       | –         | 0         | 0         |
| Lokomotiv Moskva                | Tổng cộng           | Tổng cộng                       | 0            | 0            | 0       | 0         | 0        | 0         | 0       | 0         | 0         | 0         |
| Vityaz Podolsk                  | 2005                | PFL                             | 0            | 0            | 1       | 0         | –        | –         | –       | –         | 1         | 0         |
| Chernomorets Novorossiysk       | 2006                | PFL                             | 23           | 0            | 0       | 0         | –        | –         | –       | –         | 23        | 0         |
| Sibir Novosibirsk               | 2007                | FNL                             | 22           | 0            | 2       | 0         | –        | –         | –       | –         | 24        | 0         |
| Sibir Novosibirsk               | 2008                | FNL                             | 15           | 0            | 0       | 0         | –        | –         | –       | –         | 15        | 0         |
| Sibir Novosibirsk               | Tổng cộng           | Tổng cộng                       | 37           | 0            | 2       | 0         | 0        | 0         | 0       | 0         | 39        | 0         |
| Krylia Sovetov Samara           | 2009                | Giải bóng đá ngoại hạng Nga     | 0            | 0            | 1       | 0         | 0        | 0         | –       | –         | 1         | 0         |
| Kuban Krasnodar                 | 2010                | FNL                             | 36           | 1            | 0       | 0         | –        | –         | –       | –         | 36        | 1         |
| Kuban Krasnodar                 | 2011–12             | Giải bóng đá ngoại hạng Nga     | 20           | 0            | 1       | 0         | –        | –         | –       | –         | 21        | 0         |
| Kuban Krasnodar                 | Tổng cộng           | Tổng cộng                       | 56           | 1            | 1       | 0         | 0        | 0         | 0       | 0         | 57        | 1         |
| Spartak Nalchik                 | 2011–12             | Giải bóng đá ngoại hạng Nga     | 11           | 0            | –       | –         | –        | –         | –       | –         | 11        | 0         |
| Khimki                          | 2012–13             | FNL                             | 12           | 0            | 0       | 0         | –        | –         | –       | –         | 12        | 0         |
| Torpedo Moskva                  | 2013–14             | FNL                             | 1            | 0            | 1       | 0         | –        | –         | –       | –         | 2         | 0         |
| Torpedo Moskva                  | 2014–15             | Giải bóng đá ngoại hạng Nga     | 1            | 0            | 0       | 0         | –        | –         | –       | –         | 1         | 0         |
| Torpedo Moskva                  | Tổng cộng           | Tổng cộng                       | 2            | 0            | 1       | 0         | 0        | 0         | 0       | 0         | 3         | 0         |
| Isloch Minsk Raion              | 2016                | Giải bóng đá ngoại hạng Belarus | 14           | 0            | 0       | 0         | –        | –         | –       | –         | 14        | 0         |
| Amkar Perm                      | 2016–17             | Giải bóng đá ngoại hạng Nga     | 0            | 0            | 0       | 0         | –        | –         | –       | –         | 0         | 0         |
| Anzhi Makhachkala               | 2017–18             | Giải bóng đá ngoại hạng Nga     | 11           | 0            | 0       | 0         | –        | –         | 1       | 0         | 12        | 0         |
| Tổng cộng sự nghiệp             | Tổng cộng sự nghiệp | Tổng cộng sự nghiệp             | 166          | 1            | 6       | 0         | 0        | 0         | 1       | 0         | 173       | 1         |